# حزب أونتاريو المحافظ التقدمي
حزب أونتاريو المحافظ التقدمي (بالإنجليزية: Progressive Conservative Party of Ontario )‏ هو حزب سياسي كندي، أسس في 1854، يقع مقره في تورونتو.

## أعضاء بارزون
- كود سباركل
- تحديث القائمة

- Roland Michener
- Jim Flaherty
- Syl Apps
- دوغ فورد (سياسي)
- John Tory
- بيل ديفيس (سياسي)
- جون بيرد (سياسي كندي)
- مايك هاريس
- John Robarts
- جورج ألكسندر درو